# Svojkov
Svojkov (en allemand : Schwoika) est une commune du district de Česká Lípa, dans la région de Liberec, en Tchéquie. Sa population s'élevait à 259 habitants en 2021.

## Géographie
Svojkov se trouve à 7 km au nord-est de Česká Lípa, à 33 km à l'ouest-sud-ouest de Liberec et à 73 km au nord-nord-est de Prague.
La commune est limitée par Sloup v Čechách au nord, par Cvikov au nord-est, par Zákupy au sud-est, par Česká Lípa au sud et par Nový Bor à l'ouest.

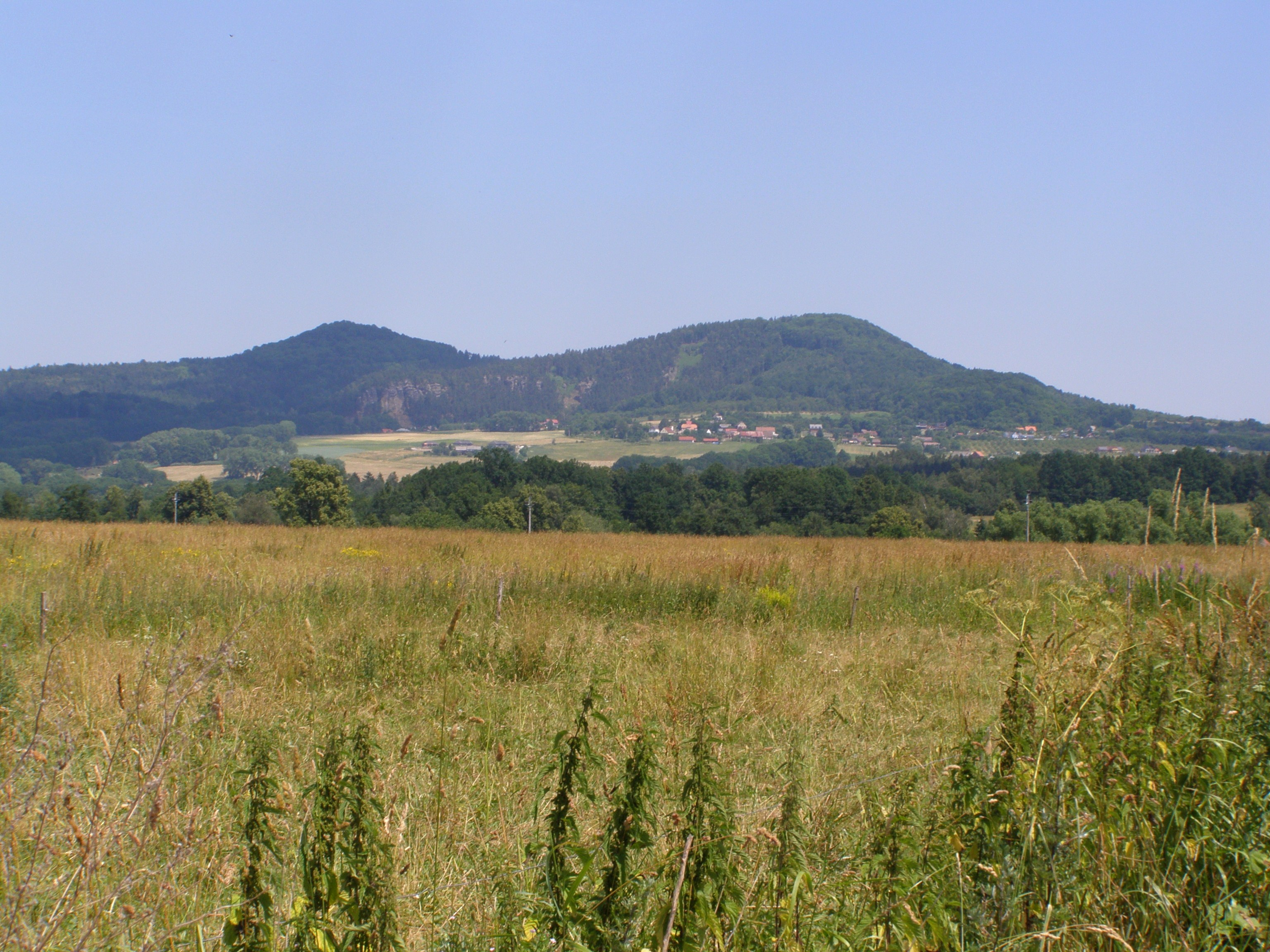
Monts Slavíček (535 m) et Tisový (540 m).
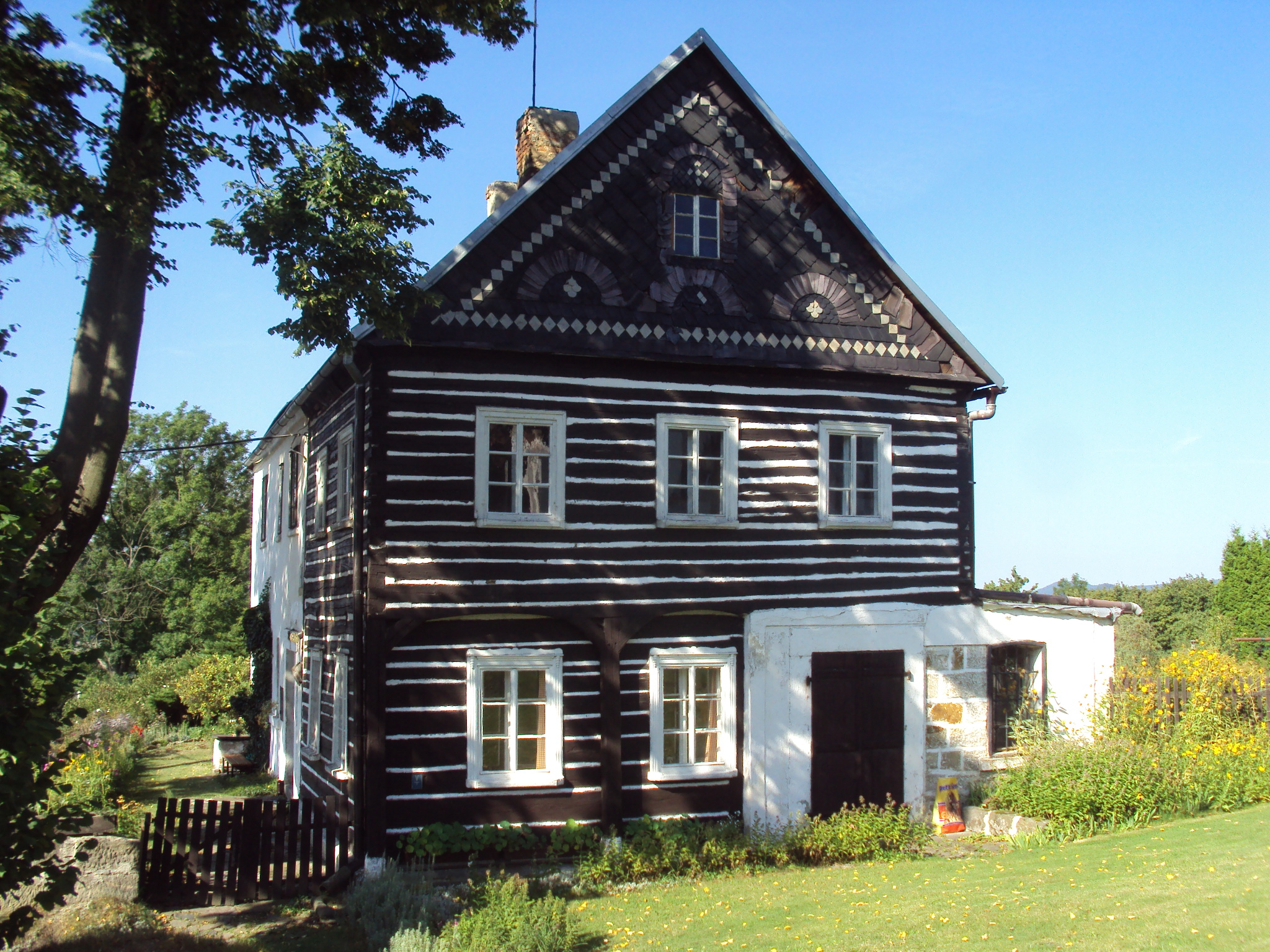
Architecture traditionnelle.

## Histoire
La fondation du village remonte au XIIe siècle.

## Transports
Par la route, Svojkov se trouve à 9 km de Česká Lípa, à 41 km de Liberec et à 99 km de Prague.